# Raphiglossa spinosa
Raphiglossa spinosa är en stekelart som först beskrevs av Fabricius 1804.  Raphiglossa spinosa ingår i släktet Raphiglossa och familjen Eumenidae.

## Underarter
Arten delas in i följande underarter:
- R. s. rufescens
- R. s. filiformis